# Esporte Clube de Patos
Il Esporte Clube de Patos, noto anche semplicemente come Esporte de Patos, è una società calcistica brasiliana con sede nella città di Patos, nello stato della Paraíba.